# アル＝カーシー
アル＝カーシー（ジャムシード・ギヤースッディーン・アル・カーシー、ペルシア語: غیاث‌الدین جمشید کاشانی Ghiyāth-ad-Dīn Ǧamšīd Kāšānī、アラビア語: غياث الدين جمشید بن مسعود بن محمد الكاشي Ġiyāṯ ad-Dīn Ǧamšīd bin Masʿūd bin Muḥammad al-Kāšī）は、ペルシアの天文学者、数学者（1380年 –  1429年）。サマルカンドを中心に活動した。

## 人物
ペルシアのカシュアンに生まれる。1406年には天体観測をおこない、月食を観測した。ティムール朝のウルグ・ベクに招かれてサマルカンドへ移り住んでからは、マドラサや天文台で働いた。驚異的な計算力で知られ、1424年の著作『円周論』では、小数点第16位まで円周率の近似値を求めている。
1427年には『計算法の鍵』という著作をあらわし、アラビア数学の代数学と算術についてまとめた。この本には、10進小数についての解説や、n乗根を求める方法、1度の正弦の値を求めるための3次方程式の解などが書かれている。これにより、掛け算などの過程は、現在とほぼ同じものとなった。また、精密な三角関数表を作成し、余弦定理を三角測量に使いやすくした。このためフランスでは、余弦定理を「アル・カーシーの定理」(Théorème d'Al-Kashi) と呼ぶ。天文表（Zij）を作り、アル＝カーシーの方法にならった正弦表は、ウルグ・ベクやサマルカンドの天文学者たちに利用された。合を計算するためのアナログコンピュータも作ったとされる。